# Shota Mishvelidze
Shota Mishvelidze, né le 18 octobre 1994, est un haltérophile géorgien.

## Palmarès

### Championnats du monde
- 2015 à Houston
  - 26e au total en moins de 69 kg
  - 18e à l'arraché en moins de 69 kg
  - 33e à l'épaulé-jeté en moins de 69 kg
- 2017 à Anaheim
  -  Médaille de bronze au total en moins de 62 kg
  - 4e à l'arraché en moins de 62 kg
  - 5e à l'épaulé-jeté en moins de 62 kg
- 2018 à Achgabat
  - 7e au total en moins de 61 kg
  - 7e à l'arraché en moins de 61 kg
  - 9e à l'épaulé-jeté en moins de 61 kg
- 2019 à Pattaya
  - 7e au total en moins de 61 kg
  - 4e à l'arraché en moins de 61 kg
  - 16e à l'épaulé-jeté en moins de 61 kg
- 2021 à Tachkent
  -  Médaille d'argent au total en moins de 61 kg
  -  Médaille d'argent à l'arraché en moins de 61 kg
  -  Médaille d'argent à l'épaulé-jeté en moins de 61 kg

### Championnats d'Europe
- 2018 à Bucarest
  -  Médaille d'or au total en moins de 62 kg
  -  Médaille d'argent à l'arraché en moins de 62 kg
  -  Médaille d'or à l'épaulé-jeté en moins de 62 kg
- 2019 à Batoumi
  - 4e au total en moins de 61 kg
  -  Médaille d'or à l'arraché en moins de 61 kg
  - 4e à l'épaulé-jeté en moins de 61 kg
- 2021 à Moscou
  -  Médaille d'argent au total en moins de 61 kg
  -  Médaille d'argent à l'arraché en moins de 61 kg
  - 5e à l'épaulé-jeté en moins de 61 kg
- 2022 à Tirana
  -  Médaille d'argent au total en moins de 67 kg
  -  Médaille d'or à l'arraché en moins de 67 kg
  -  Médaille de bronze à l'épaulé-jeté en moins de 67 kg
- 2023 à Erevan
  -  Médaille d'or au total en moins de 61 kg
  -  Médaille d'or à l'arraché en moins de 61 kg
  -  Médaille d'argent à l'épaulé-jeté en moins de 61 kg